# Biserici de lemn din Codru
Bisericile de lemn din zona Codru fac parte din grupul de biserici de lemn din Transilvania și din familia de biserici de lemn românești. 

## Biserici de lemn
- Biserica de lemn din Bicaz, Maramureș din anul 1723, cu hramul „Sfinții Arhangheli Mihail și Gavriil”
- Biserica de lemn din Orțâța din anul sec. XVII, cu hramul „Sfinții Arhangheli Mihail și Gavriil”
- Biserica de lemn din Arduzel
- Biserica de lemn din Ulmeni
- Biserica de lemn din Săliște, Maramureș
- Biserica de lemn din Buzești
- Biserica de lemn din Someș-Uileac